# Helmuth Baumann
Helmuth Baumann (auch Helmut Baumann geschrieben; * 23. Januar 1940 in Oelsnitz, Sachsen) ist ein ehemaliger deutscher Hammerwerfer, der für die DDR antrat.
Bei den DDR-Meisterschaften wurde er einmal Zweiter (1964) und fünfmal Dritter (1965–1969). Sein größter internationaler Erfolg ist der achte Platz bei den Olympischen Spielen 1968 in Mexiko-Stadt.
Seine persönliche Bestweite von 69,90 m stellte er am 22. Juni 1968 in Jena auf.
Helmuth Baumann startete für den ASK Vorwärts Potsdam.